# Ціньлін
Ціньлін (кит. трад. 秦嶺, спр. 秦岭, піньїнь: Qin Ling) — гірський хребет у Східній Азії, розташований на території Китаю. Є східним продовженням хребта Куньлунь. Простягається із заходу на схід на 1000 км від південного заходу провінції Ганьсу в провінції Шеньсі і Хенань. Найвища точка — гора Тайбайшань (висота 3767 м). Крім того, вершиною хребта є одна зі священних гір даосизму — Хуашань.
По хребту проходить вододіл басейнів головних річок Китаю — Хуанхе і Янцзи. Річка Вейхе, що протікає з півночі від хребта відокремлює Ціньлін від Лесового плато, а долина річки Ханьшуй з півдня — від хребтів Міцаншань і Бадашань, за якими лежить Сичуанська западина. Хребет складається переважно з вапняку і метаморфічних сланців. Західна частина прорізана глибокими ущелинами, східна складається з чотирьох окремих відрогів. Є родовище молібденових руд.
У північного підніжжя хребта — міста Сіань і Сяньян.

## Флора і фауна
По хребту проходить межа між сухими лесовими степами з півночі і субтропічними лісами з півдня. Ця межа продовжується далі на схід по горам Дабешань. На стрімких північних схилах Ціньліню ростуть листяні ліси: у підніжжя — дуб (Quercus acutissima, Q. variabilis), в'яз, горіх волоський (Juglans regia), клен, ясен та Celtis, вище домінують хвойні. На вершинах зустрічаються модрина і береза; рододендрон і карликовий бамбук (Sasa nipponica) утворюють щільний підлісок. На пологіших південних схилах ростуть субтропічні мішані ліси за участю бамбука, камелій, магнолій. Зустрічається ендемік Abies chinensis. Для захисту деяких видів (ялиця прекрасна, Cercis, евкомія в'язолиста) організовано декілька резерватів: Тайбайшань, Фопін-Юеба тощо.
На висотах 1300-3000 м мешкає ціньлінська панда, підвид великої панди, виділений в 2005 році. Також в горах Ціньлін мешкає золотиста кирпоноса мавпа і такін.
У горах трапляється китайська велетенська саламандра завдовжки 1,8 метра (5 футів 11 дюймів).